# Gwiazda wielokrotna

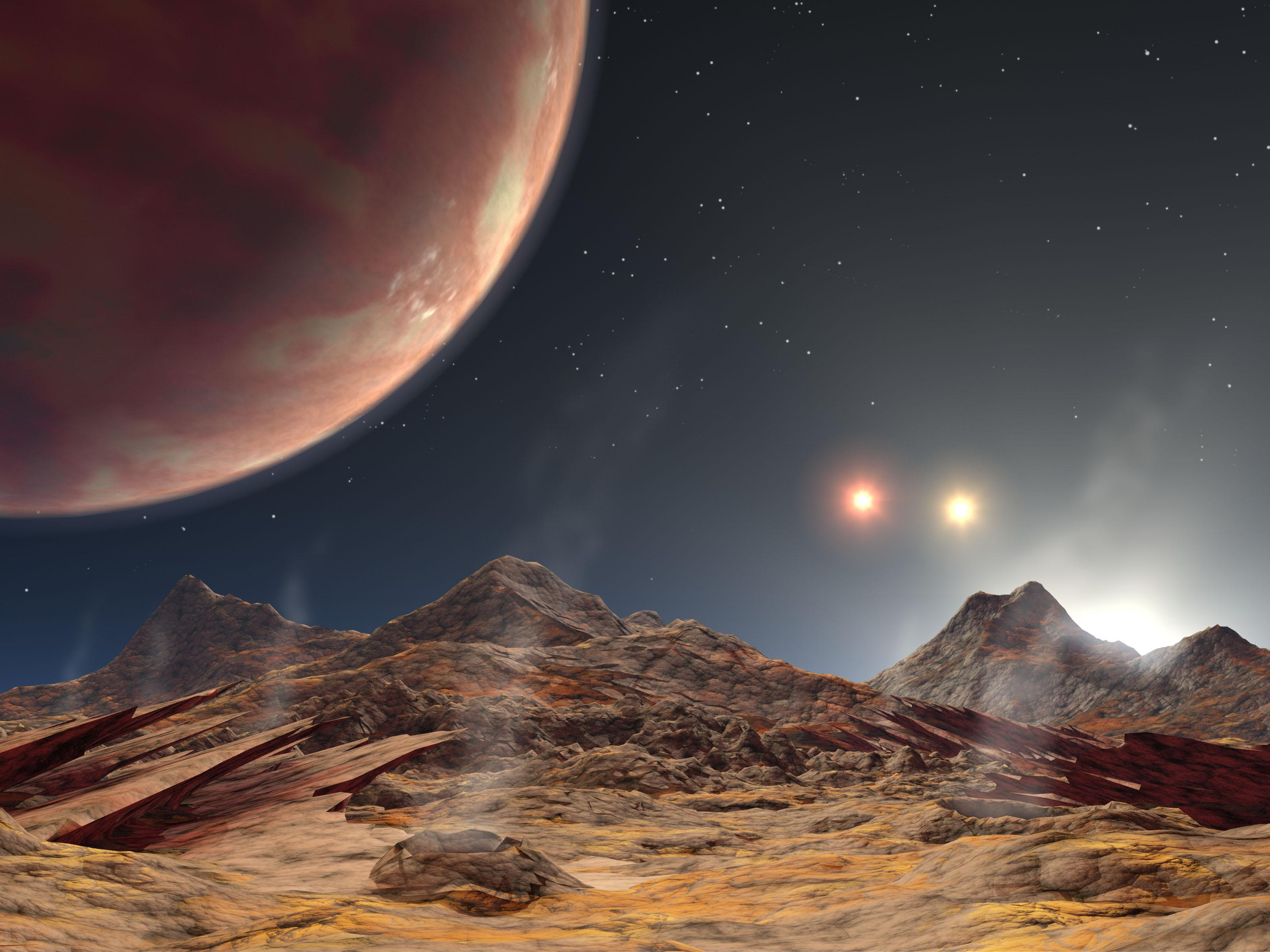
Potrójny zachód słońca na HD 188753 Ab – wizja artysty (Źródło: NASA/JPL-Caltech)

Gwiazda wielokrotna – układ gwiazd, które znajdują się w niedalekiej odległości w przestrzeni (układy fizycznie wielokrotne) lub na nieboskłonie (układy optycznie wielokrotne).
Większość gwiazd na niebie należy do grupy gwiazd wielokrotnych (ponad 50%).
- Najczęściej w układzie znajdują się dwie gwiazdy – gwiazda podwójna (6/10 gwiazd z powyższej grupy).
- Układy trzech gwiazd to około 3/10.
- pozostałe układy czterech lub więcej gwiazd to 1/10 tej grupy.

## Układy optycznie wielokrotne
Układy optycznie wielokrotne to grupa gwiazd, które, oglądane na niebie znajdują tuż obok siebie. Gwiazdy te nie muszą być fizycznie związane i może dzielić je znaczna odległość w przestrzeni, a jedynie widziane z Ziemi wydają się być blisko.
Przykładem takiego układu gwiazd są Alkor i Mizar w gwiazdozbiorze Wielkiej Niedźwiedzicy.

## Układy fizycznie wielokrotne
W tej grupie znajdują się:
Układy zaćmieniowe

Schemat układu podwójnego zaćmieniowego

Gwiazda okresowo zmienia blask, w trakcie gdy jeden ze składników przechodzi przed innym (względem Ziemi) i zasłania go. Przykładem jest Algol w Perseuszu.
Układy astronometrycznie podwójne
To układy, które można wykryć tylko przez dokładny pomiar ruchu. Trasa ruchu gwiazdy okrążanej przez niewidzialnego towarzysza przypomina wykres sinusoidalny.
Układ potrójny
Układ potrójny to układ w skład którego wchodzą trzy gwiazdy związane ze sobą grawitacyjnie. W zależności od tego, jak daleko od siebie znajdują się poszczególne składniki, mogą one oddziaływać na siebie w sposób nieraz dramatyczny – siły pływowe zdolne są "wysysać" materię gwiazdy o mniejszej masie w kierunku gwiazdy o większej masie. Orbity takich układów są często bardzo skomplikowane (zob. HD 188753 A b – pierwsza planeta odkryta w układzie potrójnym).
Układy spektroskopowo wielokrotne
W tych układach gwiazdy krążą tak blisko siebie i są tak odległe od Ziemi, że trudno wykryć poszczególne składniki, nawet przez potężne teleskopy. Jedynym sposobem, aby ocenić, czy gwiazda może być wielokrotna, jest analiza spektroskopowa. Obecność towarzysza (-y) objawia się regularną zmianą linii Fraunhofera w widmie gwiazdy. Przykładem takiej gwiazdy jest Capella w Woźnicy.